# Wapen van Rivierenland

Het wapen van het waterschap Rivierenland

Het wapen van het waterschap Rivierenland is het wapen van het Nederlandse waterschap Rivierenland. Het waterschap is in 2002 opgericht, maar het wapen stamt uit 2005 na de fusie met Hoogheemraadschap van de Alblasserwaard en de Vijfheerenlanden en Hoogheemraadschap Alm en Biesbosch.

## Geschiedenis
Het wapen werd op 6 december 2004 door de toenmalige dijkgraaf per brief aan de Hoge Raad van Adel aangevraagd.
Volgens het oorspronkelijke ontwerp zou het wapen door vier golvende balken doorsneden worden. Deze vier balken zouden symbool staan voor de vier rivieren die door het gebied stromen, te weten de Linge, Maas, Rijn en Waal. In de bovenste helft zou dan een gekanteelde dwarsbalk komen, de kantelen zouden aan de boven- en onderkant van de dwarsbalk bevestigd zijn. Deze dwarsbalk is afkomstig van het wapen van het geslacht Van Arkel. Aan de linker zijde (voor de kijker rechts) zouden drie palen moeten komen, deze zijn afkomstig uit het wapen van het geslacht De Cocq. Deze drie palen symboliseren de Alblasserwaard en het oude waterschap Rivierenland. De geslachten Van Arkel en De Cocq zijn twee geslachten die in het gebied waar het waterschap het water beheert grote rollen hebben gespeeld. In de onderste helft staat een zwemmende zalm, deze symboliseert Alm en Biesbosch.
Naast bovenstaande ontwerp werden er nog meer ontwerpen aan het nieuwe waterschap aangeboden. Er was sprake van om het wapen in verschillende vakken op te delen, maar door gebruik van de vierlingbalk te maken moesten er drie verschillende symbolen komen die tezamen symbool zouden staan voor het waterschap. In een ander ontwerp werd de gekanteelde dwarsbalk vervangen door een gedeeld schildhoofd.

## Blazoen
De Hoge Raad van Adel heeft op 17 augustus 2005, bij Koninklijk Besluit, het wapen met de volgende blazoenering aan het waterschap toegekend:
Golvend doorsneden in drieën; I in zilver een beurtelings gekanteelde dwarsbalk van keel; II golvend gedwarsbalkt van acht stukken van azuur en zilver; III in azuur een zwemmende zalm van zilver. Het schild gedekt met een gouden kroon van vijf bladeren en gehouden rechts door een leeuw van goud, getongd en genageld van keel en links door een knobbelzwaan van zilver, gebekt en getongd van keel, gepoot van sabel.
Het wapen bestaat uit drie delen die van boven naar onder als volgt zijn: I een zilveren vlak met daarop een van onder en boven gekanteelde dwarsbalk. In het tweede deel acht gegolfde dwarsbalken die afwisselend blauw en zilver zijn. De gekanteelde dwarsbalk symboliseert het de vele fortificaties die in de regio staan. Andere onderdelen, zoals de zalm en de vierlingbalk, gingen van een specifiek symbool naar een algemeen symbool. In de blauwe schildvoet een zilveren zalm. Aan weerszijden van het schild een schildhouder, rechts, voor de kijker links, is dat een gouden leeuw met rode tong en nagels. Links, voor de kijker rechts, staat een zilveren knobbelzwaan met rode snavel en tong, zwarte knobbel en poten.

## Vergelijkbare wapens
De volgende wapens zijn vergelijkbaar met het wapen van het Waterschap Rivierenland:

Het wapen van de familie Van Arkel en het Land van Arkel
Wapen van Landen van Arkel beneden de Zouwe
wapen van Alblasserwaard en de Landen van Arkel beneden de Zouwe
Het wapen van Hoogheemraadschap van de Alblasserwaard en de Vijfheerenlanden
Het wapen van Kollegie van Dijkgraaf en Hoogdijk Heemraden van Asperen
Het wapen van het Kollegie van Dijkgraaf en Heemraden van den Lande van Arkel boven en beneden de Zouwerdijk
Wapen van zuiveringsschap Rivierenland

De ondergronden waarop de schildhouders staan kunnen verschillen omdat daar geen vaste ondergronden voor zijn. Enige voorwaarde is dat de ondergrond passend is, denk hierbij aan een guirlande, grasgrond of een stenen ondergrond.
Aa en Maas ·
Amstel, Gooi en Vecht ·
Brabantse Delta ·
Delfland ·
De Dommel ·
Hollands Noorderkwartier ·
Hollandse Delta ·
Limburg ·
Hunze en Aa's ·
Noorderzijlvest ·
Rijnland ·
Rivierenland ·
Schieland en de Krimpenerwaard ·
De Stichtse Rijnlanden ·
Vallei en Veluwe ·
Vechtstromen · 
Fryslân